# Камден (Мен)
Камден (англ. Camden) — місто (англ. town) в США, в окрузі Нокс штату Мен. Населення — 5232 особи (2020).

### Клімат
| Клімат : Камден         | Клімат : Камден | Клімат : Камден | Клімат : Камден | Клімат : Камден | Клімат : Камден | Клімат : Камден | Клімат : Камден | Клімат : Камден | Клімат : Камден | Клімат : Камден | Клімат : Камден | Клімат : Камден | Клімат : Камден |
| Показник                | Січ.            | Лют.            | Бер.            | Квіт.           | Трав.           | Черв.           | Лип.            | Серп.           | Вер.            | Жовт.           | Лист.           | Груд.           | Рік             |
| Абсолютний максимум, °C | 13,3            | 16,1            | 23,3            | 26,7            | 35,0            | 34,4            | 35,6            | 33,9            | 32,2            | 27,8            | 23,3            | 17,2            | 35,6            |
| Середній максимум, °C   | −1,1            | 0,6             | 4,4             | 11,1            | 16,7            | 21,7            | 24,4            | 24,4            | 20,0            | 13,9            | 8,3             | 2,2             | 12,3            |
| Середній мінімум, °C    | −12,2           | −10             | −5,6            | 0,6             | 6,1             | 11,7            | 15,0            | 14,4            | 10,0            | 3,9             | −1,1            | −7,8            | 2,1             |
| Абсолютний мінімум, °C  | −30             | −28,9           | −23,9           | −12,2           | −6,1            | −1,1            | 6,1             | 2,8             | −2,2            | −7,2            | −15,6           | −31,7           | −31,7           |
| Норма опадів, мм        | 108             | 102             | 122             | 128             | 105             | 103             | 87              | 83              | 115             | 131             | 145             | 127             | 1356            |
| ----------------------- | --------------- | --------------- | --------------- | --------------- | --------------- | --------------- | --------------- | --------------- | --------------- | --------------- | --------------- | --------------- | --------------- |
| Джерело: weather.com    |                 |                 |                 |                 |                 |                 |                 |                 |                 |                 |                 |                 |                 |

## Демографія
Згідно з переписом 2010 року, у місті мешкало 4850 осіб у 2382 домогосподарствах у складі 1313 родин. Було 3165 помешкань
Расовий склад населення:
| - 97,6 % — білих - 0,7 % — азіатів - 0,3 % — чорних або афроамериканців - 0,1 % — корінних американців |

До двох чи більше рас належало 1,0 %. Частка іспаномовних становила 1,1 % від усіх жителів.
За віковим діапазоном населення розподілялося таким чином: 17,9 % — особи молодші 18 років, 54,4 % — особи у віці 18—64 років, 27,7 % — особи у віці 65 років та старші. Медіана віку мешканця становила 53,2 року. На 100 осіб жіночої статі у місті припадало 83,9 чоловіків;  на 100 жінок у віці від 18 років та старших — 79,0 чоловіків також старших 18 років.
Середній дохід на одне домашнє господарство  становив 71 421 долар США (медіана — 52 500), а середній дохід на одну сім'ю — 86 124 долари (медіана — 82 931). Медіана доходів становила 52 260 доларів для чоловіків та 36 231 долар для жінок. За межею бідності перебувало 12,6 % осіб, у тому числі 18,1 % дітей у віці до 18 років та 10,1 % осіб у віці 65 років та старших.
Цивільне працевлаштоване населення становило 2230 осіб. Основні галузі зайнятості: освіта, охорона здоров'я та соціальна допомога — 25,4 %, мистецтво, розваги та відпочинок — 15,7 %, будівництво — 12,8 %.